# Санта-Мария-да-Витория
Санта-Мария-да-Витория (порт. Santa Maria da Vitória) —  муниципалитет в Бразилии, входит в штат Баия. Составная часть мезорегиона Крайний запад штата Баия. Входит в экономико-статистический микрорегион Санта-Мария-да-Витория. Население составляет 40 184 человека на 2007 год. Занимает площадь 1890,695 км². Плотность населения — 21,25 чел./км².

## История
Город основан 26 июня 1909 года.

## Статистика
- Валовой внутренний продукт на 2003 год составляет 85 702 938,00 реалов (данные: Бразильский институт географии и статистики).
- Валовой внутренний продукт на душу населения на 2003 год составляет 2082,39 реалов (данные: Бразильский институт географии и статистики).
- Индекс развития человеческого потенциала на 2000 год составляет 0,669 (данные: Программа развития ООН).

## География
Климат местности: тропическая полупустыня.